# Резонанс на Шуман
Резонансите на Шуман са набор от пикове на спектъра в изключително нискочестотната (3 до 30 Hz) част от спектъра на електромагнитното поле на Земята. Резонансите на Шуман са глобални електромагнитни резонанси, генерирани и възбудени от освобождаването на мълнии в празнината, образувана от земната повърхност и йоносферата.

## Същност
Този глобален феномен на електромагнитен резонанс е кръстен на физика Винфрид Ото Шуман, който го е предсказал математически през 1952 г. Шумановите резонанси възникват, защото пространството между повърхността на Земята и проводимата йоносфера действа като затворен вълновод. Ограничените размери на Земята карат този вълновод да действа като резонансна кухина за електромагнитни вълни в нискочестотната (ELF) лента. Кухината се възбужда естествено от електрически токове в мълния. Резонансите на Шуман са основният фон в частта от електромагнитния спектър от 3 Hz до 60 Hz, и се появяват като отделни пикове при изключително ниски честоти (ELF) около 7,83 Hz (основни), 14,3, 20,8, 27,3 и 33,8 Hz.